# Knut Ander
Knut Albin Ander Andersson, född 13 januari 1873 i Rystads församling,  Östergötlands län, död 2 juni 1908 i Mörsils församling, Jämtlands län, kyrkobokförd i Gammalkils församling, Östergötlands län, var en svensk konstnär (grafiker och tecknare).

## Biografi
Han var son till rättaren Samuel Andersson och Albertina Larsdotter. Men han var senare bosatt hos sin styvmor Kerstin (Kristina) Andersson i Gammalkil åren 1899–1905. De kontakter som han utvecklade där och som kommer till uttryck i många av hans verk liksom i den rika brevväxlingen med sin styvmor, är utgångspunkten för Gammalkils hembygdsförenings intresse av att ge ut en bok om denne mästerlige tecknare, grafiker och målare. 
Ander medverkade vid dekoreringsmålningen av Uppsala domkyrka 1892–1893. Han reste 1894 till USA där han studerade teckning vid en aftonskola på dagtid arbetade han vid en tapetfirma som mönsterritare. Efter att han drabbades av tuberkulos tvingades han att återvända till Sverige 1899. Under mycket svåra umbäranden bodde han i Gammalkils socken i Östergötland. För att sysselsätta sig tog han upp tecknandet och kom brevledes i kontakt med Axel Tallberg som via korrespondens undervisade honom i konstformen etsning. Tallberg lyckades skaffa honom en mecenat som gjorde det möjligt för Ander att bevista Konstakademins etsningsskola och även studera måleri 1905. Hans lungsjukdom flammade upp så efter några få veckor vid akademin tvingades han avbryta sina studier.  Han har främst gjort sig känd som en originell och karaktärsfull etsare.
Ander var en betydande konstnärsbegåvning, som under sin livstid inte blev särskilt framgångsrik, vare sig i sin boendemiljö eller inom det svenska konstetablissemanget. 
Axel Tallberg, lärare i etsning på Konstakademien, skriver om sin elev: 
Någon framstående tekniker på den rena etsningens område hann aldrig Ander blifva. Hans etsningar är antingen för lätt eller för djupt ”bitna”. Men teckningen i dem är alltid beundransvärd, lika frisk och lekande. Man kan tryggt säga att de bästa av Anders blad, också är de allra främsta inom hela vår moderna grafiska konst.
Ander finns representerad vid Norrköpings Konstmuseum, Östergötlands museum med en målning, Sörmlands museum samt vid Nationalmuseum med några skissböcker.

## Verk i urval

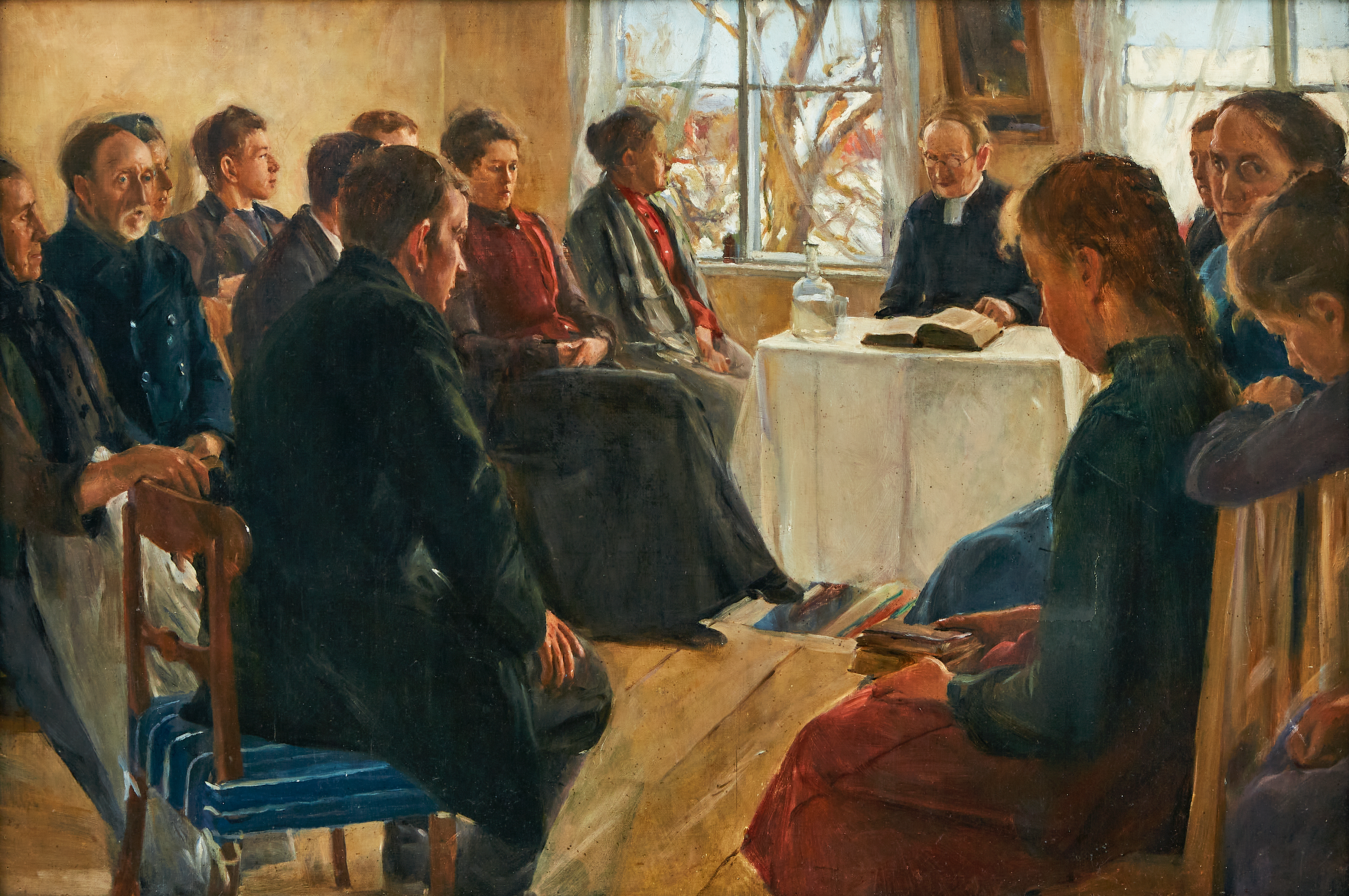
Husförhör, målning av Ander som visar hur kyrkoherden håller det årliga husförhöret i ett hem. Ca 1900.
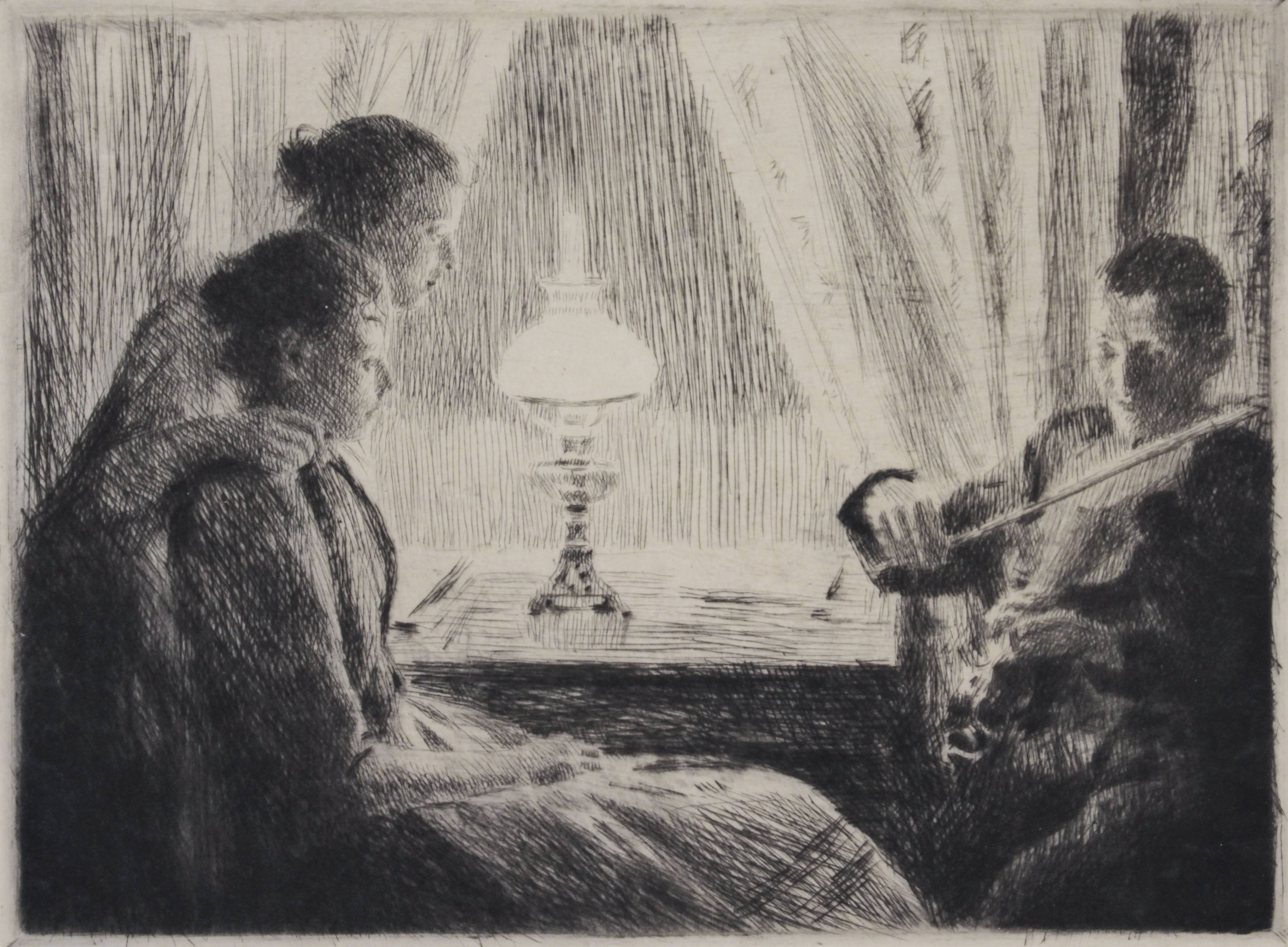
Fiolspelande man med två kvinnor, 1906.
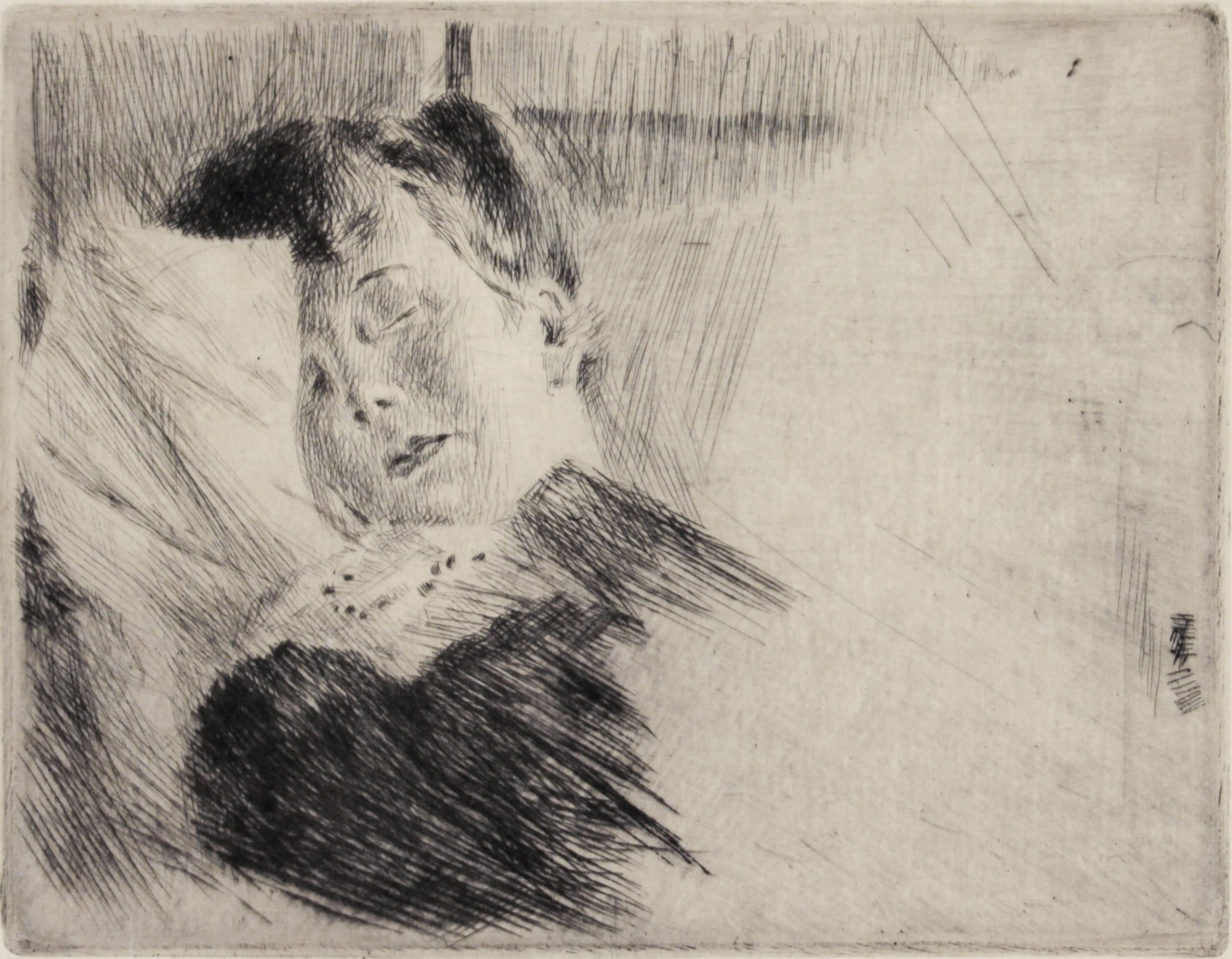
Sovande kvinna, 1905.
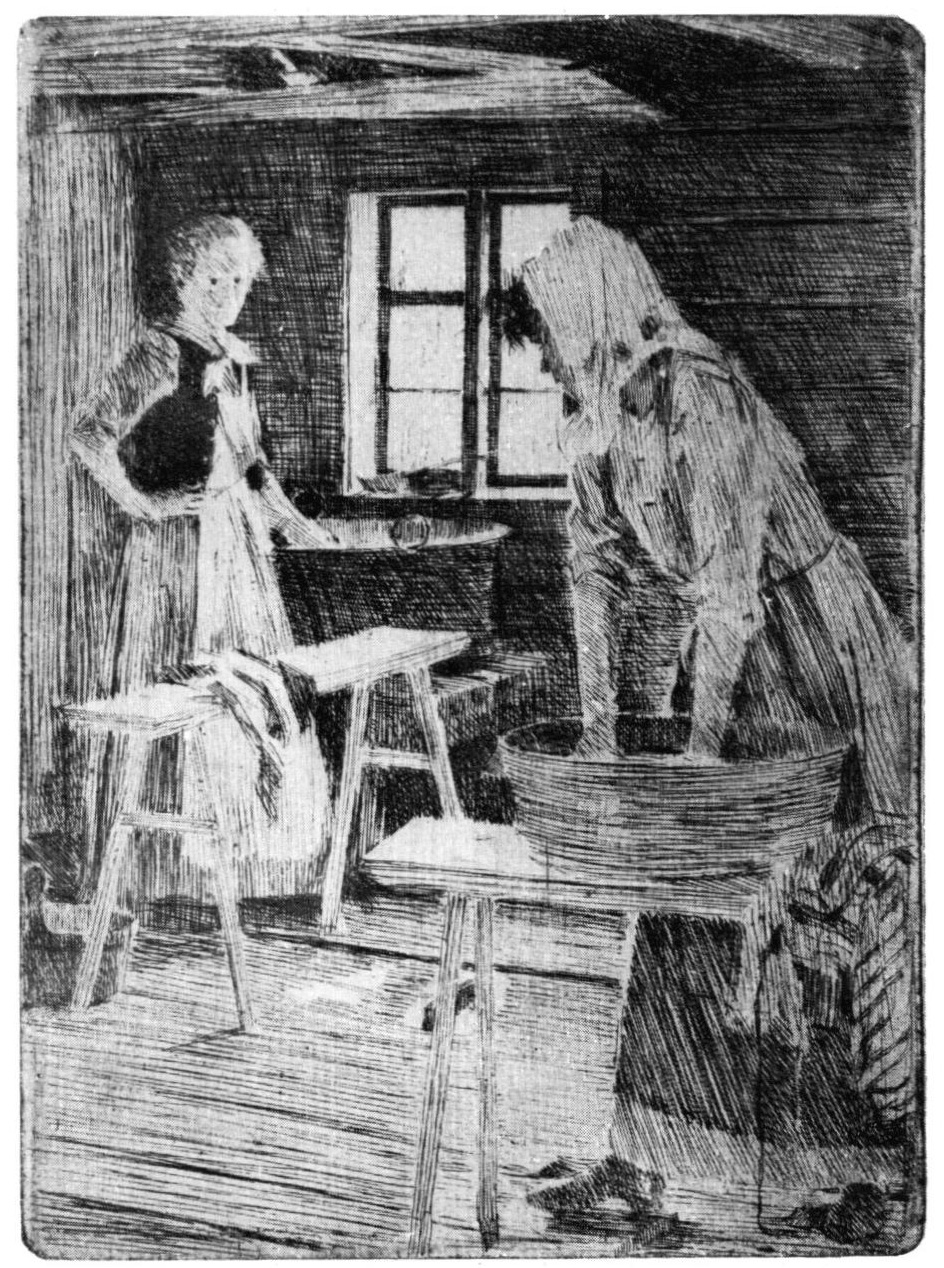
Tvättstuga. Linjeetsning.
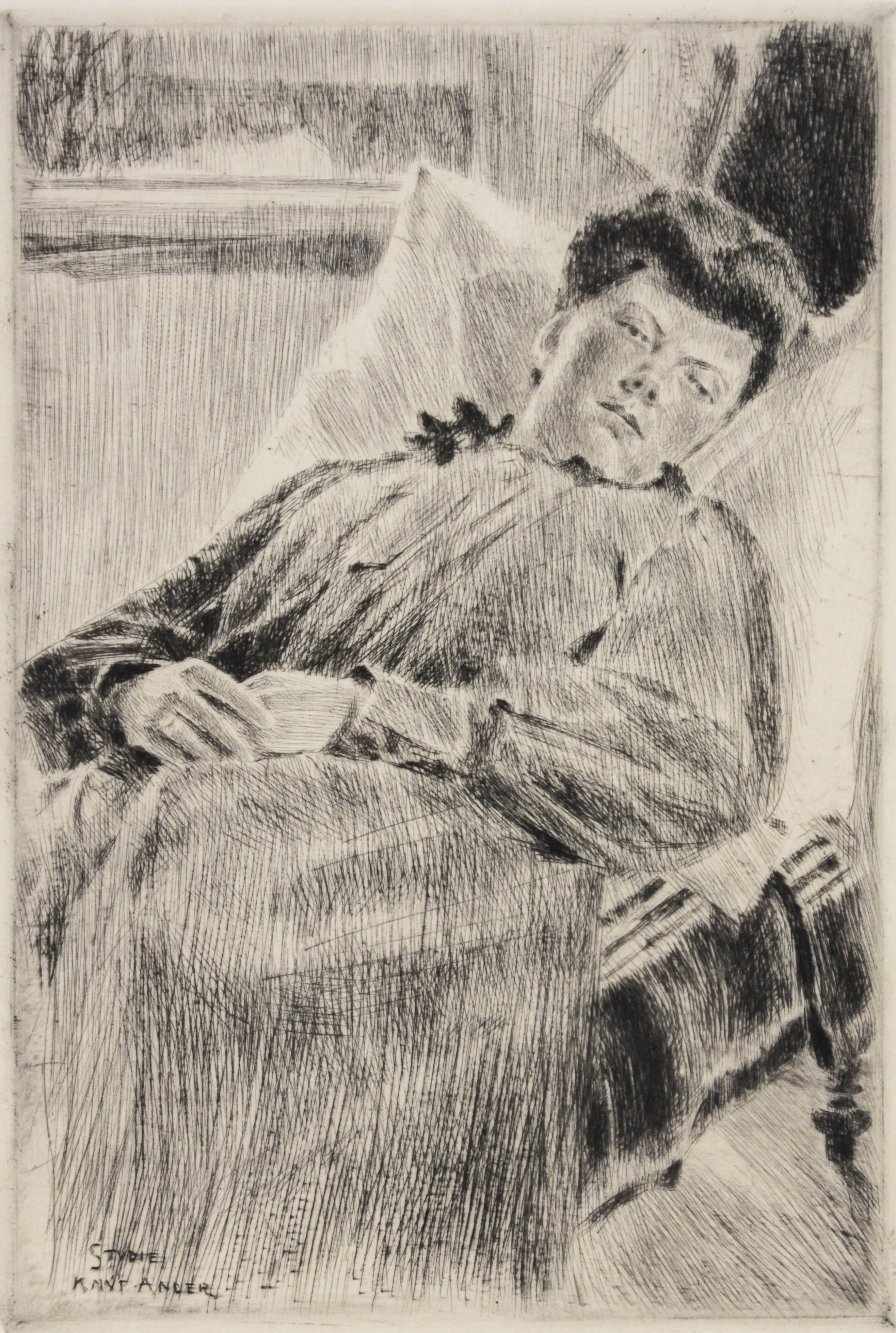
På sjukbädden. Torrnålsetsning, 1907.